# Enrique Flores Magón, Mexiko
Enrique Flores Magón är en ort i Mexiko.   Den ligger i kommunen General Simón Bolívar och delstaten Durango, i den centrala delen av landet, 800 km nordväst om huvudstaden Mexico City. Enrique Flores Magón ligger 1 258 meter över havet och antalet invånare är 257.
Terrängen runt Enrique Flores Magón är varierad. Runt Enrique Flores Magón är det tätbefolkat, med 369 invånare per kvadratkilometer. Närmaste större samhälle är Jimulco, 3,0 km öster om Enrique Flores Magón. Omgivningarna runt Enrique Flores Magón är i huvudsak ett öppet busklandskap.